# TV 생활법정
《TV 생활법정》은 2002년 11월 2일부터 2004년 10월 26일까지 방송되었던 시사교양 프로그램이다.

## 기획 의도
- 세상이 복잡해질수록 누구나 크고 작은 분쟁에 휩싸이기 쉽다. 그래서 현대인이라면 법정까지 갈 정도는 아니더라도 해결하고 싶은 분쟁거리를 한두 번쯤 만나게 된다. 이 프로그램은 그런 일반 시청자들의 실제 고민을 해결해주는 시사교양 프로그램이다.

## 프로그램 내용
- 코너1. <오늘의 판결> : 수많은 사건과 사고로 점철된 우리의 일상! 제작팀은 그 사연을 직접 의뢰 받아 갈등의 전말을 재연과 실제 인물의 인터뷰로 구성해 보여준다. 재판부는 이 같은 사연을 검토한 후 해당 사건의 법적인 자문을 제시해 생활 속 분쟁들을 해결해 준다.
- 코너2. <오늘의 재판> : 우리주변에서는 사소한 다툼들이 끊임없이 일어난다. 이런 사례의 양 당사자들이 스튜디오에 직접 나와 재판부(최태형, 이영대, 김영심 등)의 판결을 받기에 앞서 양측 변호인(최창호, 김성경, 명로진, 유인경 등)의 도움을 받아 자신의 주장을 개진하는 모의 재판을 거쳐서 재판부는 관련 법조문과 판례를 근거로 각 사안에 대해서 공정하고 합당한 결론을 제시하여 준다.

## 방송 시간
| 방송 채널 | 방송 기간                           | 방송 시간                    | 방송 분량 |
| --------- | ----------------------------------- | ---------------------------- | --------- |
| KBS 1TV   | 2002년 11월 2일 ~ 2003년 11월 1일   | 매주 토요일 오전 10시 ~ 11시 | 1시간     |
| KBS 2TV   | 2003년 11월 11일 ~ 2004년 10월 26일 | 매주 화요일 저녁 7시 ~ 8시   | 1시간     |

## 변호사
- 이영대
- 최태형
- 김영심

## 변호인
- 최창호
- 김성경
- 명로진
- 유인경

## 재판장
- 황산성
- 김주덕

## 진행자
- 신성원 아나운서
- 정은승 아나운서
- 이승연 아나운서
- 최윤경 아나운서
- 김성경 방송인[2]

## 같이 보기
- 의뢰인 K (KBS, 2011년 ~ 2013년)
- 솔로몬의 선택 (SBS, 2002년 ~ 2008년)
- TV로펌 솔로몬 (SBS, 2008년 ~ 2009년)